# Melenita de oro
 Melenita de oro és una pel·lícula argentina en blanc i negre de l'Argentina que es va estrenar el 4 de juny de 1923 a Gaumont, Esmeralda i Petit Splendid, dirigida per José Agustín Ferreyra sobre el seu propi guió protagonitzada per Jorge Lafuente, Lidia Liss i Álvaro Escobar.
Va ser la primera col·laboració del director José Agustín Ferreyra amb els fotògrafs Luis i Vicente Scaglione, amos de l'empresa Colón Film, els estudis situats de la qual al carrer Boedo 51 de Buenos Aires van ser qualificats per Ferryra com la "catedral de les galeries ciollas".

## Argument
Ferreyra s'introdueix novament en el món del vici i la prostitució, aquesta vegada amb un pare cruel i borratxo ven la seva filla a un rufià.

## Repartiment
- Álvaro Escobar
- Jorge Lafuente
- Lidia Liss
- José Plá

## Difusió en altres països
En 1925 la pel·lícula va ser exhibida al cine Kursaal de Barcelona.